# Carlo Pagetti
Carlo Pagetti (Codogno, 5 ottobre 1945) è un critico letterario e anglista italiano, uno dei massimi esperti di Fantascienza.

## Biografia
Docente di letteratura inglese in diverse università, ha concluso la sua carriera accademica in quella di Milano.  A partire da Noi marziani, pubblicato nel 1973 dall'Editrice Nord, ha curato e introdotto, soprattutto con Fanucci, più di duecento edizioni delle opere di Philip K. Dick. Tra i volumi curati si ricordano anche Il laboratorio dei sogni: fantascienza americana dell'Ottocento (Roma, Editori riuniti, 1988), La lotta col drago: l'universo fantastico inglese da Beowulf a Tolkien (Milano, Mondadori, 1990) e Il palazzo di cristallo: l'immaginario scientifico nell'epoca vittoriana (Milano, Mondadori, 1991), La città senza confini: studi sull'immaginario urbano nelle letterature di lingua inglese (Roma, Bulzoni, 1995), L'impero di carta: la letteratura inglese del secondo Ottocento (Roma, Carocci, 1998).

## Opere principali
- Il senso del futuro: la fantascienza nella letteratura americana, Roma, Edizioni di storia e letteratura, 1970
- La fortuna di Swift in Italia, Bari, Adriatica, 1971
- La nuova battaglia dei libri: il dibattito sul romanzo in Inghilterra alla fine dell'Ottocento, Bari, Adriatica, 1977
- Theodore Dreiser, Firenze, La nuova Italia, 1978
- Joseph Conrad, Firenze, La nuova Italia, 1984
- Cittadini di un assurdo universo: Poe, Mark Twain, Bierce, Lovecraft, Burdekin, Milano, Nord, 1989
- I sogni della scienza: storia della science fiction, Roma, Editori riuniti, 1993
- Il corallo della vita: Charles Darwin e l'immaginario scientifico, Milano, Bruno Mondadori, 2010
- Senso del futuro: la fantascienza nella letteratura americana, Milano-Udine, Mimesis, 2012
- Il mondo secondo Philip K. Dick: guida ai romanzi di uno scrittore di fantascienza, Milano, Mondadori, 2022